# Станчо Димитриев
Станчо Димитров Димитриев е български офицер, капитан I ранг, участник в Сръбско-българската война (1885), командир на Крайцера „Надежда“ и командир на Военноморския флот на България.

## Биография
Станчо Димитриев е роден на 22 март 1866 г. в с. Беброво. През 1883 г. постъпва във Военното на Негово Княжеско Височество училище. При избухването на Сръбско-българската война (1885) се включва в редовете на 7-и пехотен преславски полк и взема участие в боевете при с. Радейна и с.Пирот (14 – 15 ноември), където е ранен. За участието си във войната е възнаграден с Войнишки кръст „За храброст“ IV степен.
През 1886 г. взема участие в детронацията на Александър I Батенберг и в състава на конвоя, който го е есктернирал по Дунав. След контрапреврата е разжалван и изпратен да служи в 9-и пехотен пловдивиски полк като редник. По-късно е амнистиран и продължава обучението си във Военното училище, като достига до звание юнкер, дипломира се 70-и по успех от 163 офицери, на 27 април 1887 г. е произведен в чин подпоручик и зачислен в 6-и пехотен търновски полк..
През 1888 г. е зачислен във флотилията и Морската част в Русе. На 18 май 1890 г. е произведен в чин мичман I клас. Същата година като мичман I ранг от Флотилията и морската част и е командирован за обучение в Кралски военноморски колеж в Гринуич, Англия, като завършва през 1893 г. На 2 август 1894 е произведен в чин лейтенант, а в периода 1897-1898 г. специализира във Френски военноморски флот.
На 14 февруари 1900 г. е произведен в чин капитан-лейтенант, а през следващата година е назначен за командир на Крайцера „Надежда“. По-късно през 1905 г. е назначен за началник-щаб на флота. В периода (1 юли 1908 – 15 април 1911) командва Военноморския флот на България.
Капитан I ранг Станчо Димитриев е женен и има 4 деца. Умира на 13 април 1913 в София.

## Военни звания
- Редник (1886)
- Подпоручик (27 април 1887)
- Мичман І клас (18 май 1890)
- Лейтенант (2 август 1894)
- Капитан-лейтенант (14 февруари 1900)
- Капитан II ранг (14 февруари 1904)
- Капитан I ранг (15 октомври 1908)

## Образование
- Военно на Негово Княжеско Височество училище (1883-1887)
- Кралски военноморски колеж в Гринуич, Англия (1890-1893)
- Френски военноморски флот (1897-1898)

## Награди
- Войнишки кръст „За храброст“ IV степен (1885)